# Embassament de Beniarrés

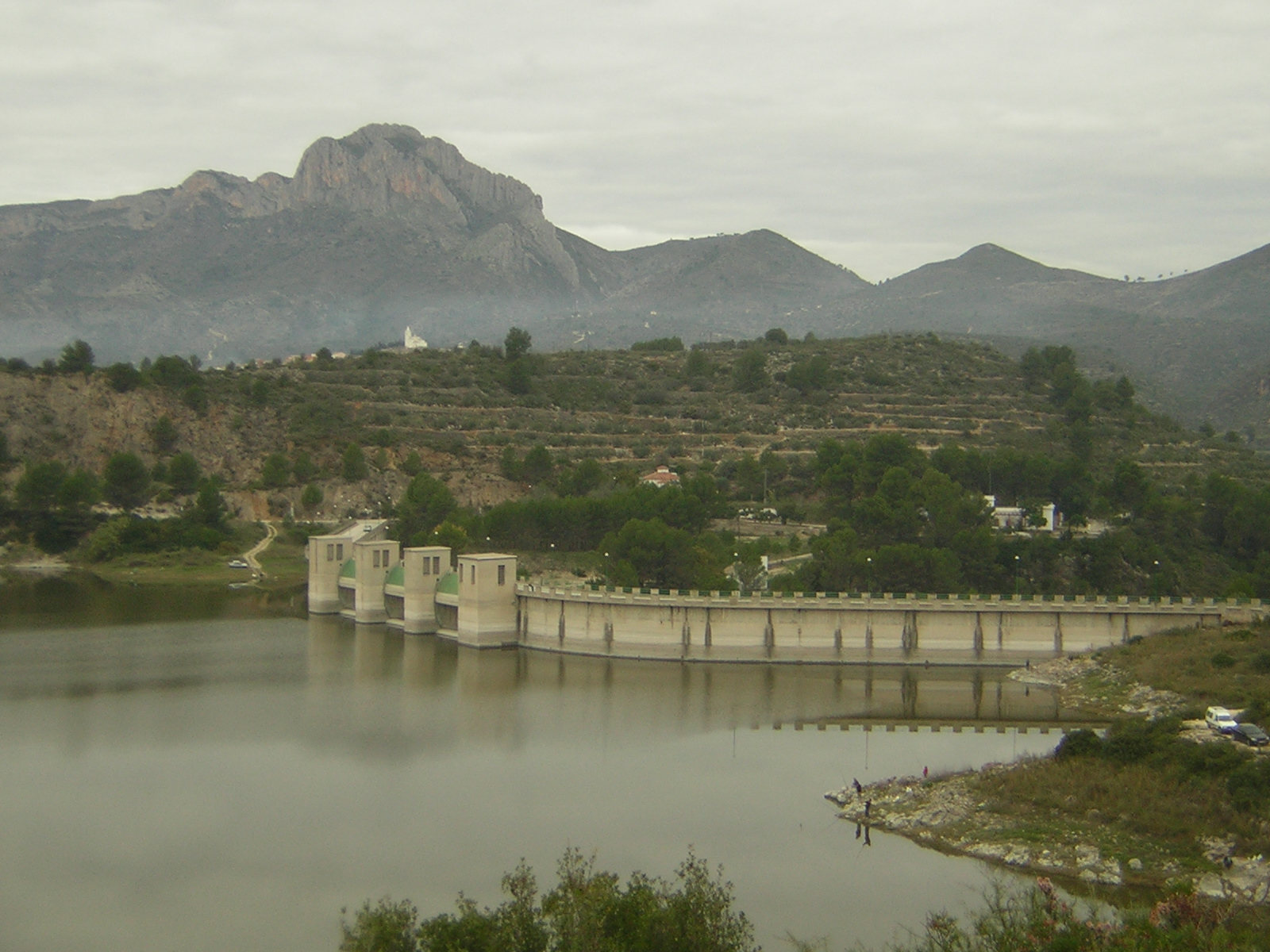
Vista parcial de l'embassament de Beniarrés

L'Embassament de Beniarrés està situat als municipis de Beniarrés i Planes de la Baronia, en la comarca del Comtat (País Valencià).
Es va construir l'any 1958 en la llera del riu Serpis sobre una superfície de 268 hectàrees, amb una capacitat màxima de 31 hm³. Té una presa de gravetat de 53 m d'altura, amb un sobreeixidor de comportes amb una capacitat de 1.000 m³/s.
Pertany a la Confederació Hidrogràfica del Xúquer i les seues aigües es destinen al reg de l'horta de la Safor.

## Galeria d'imatges

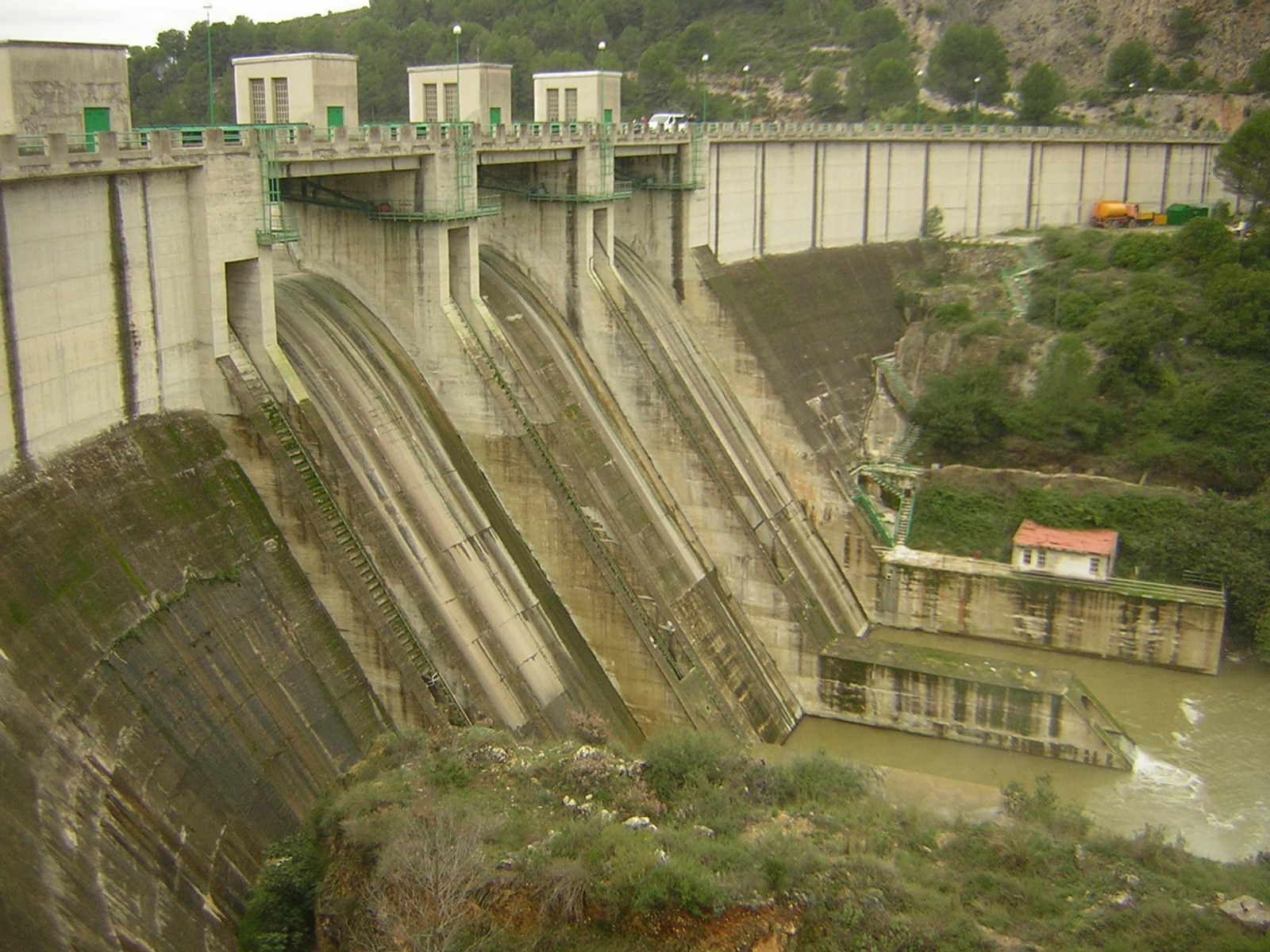
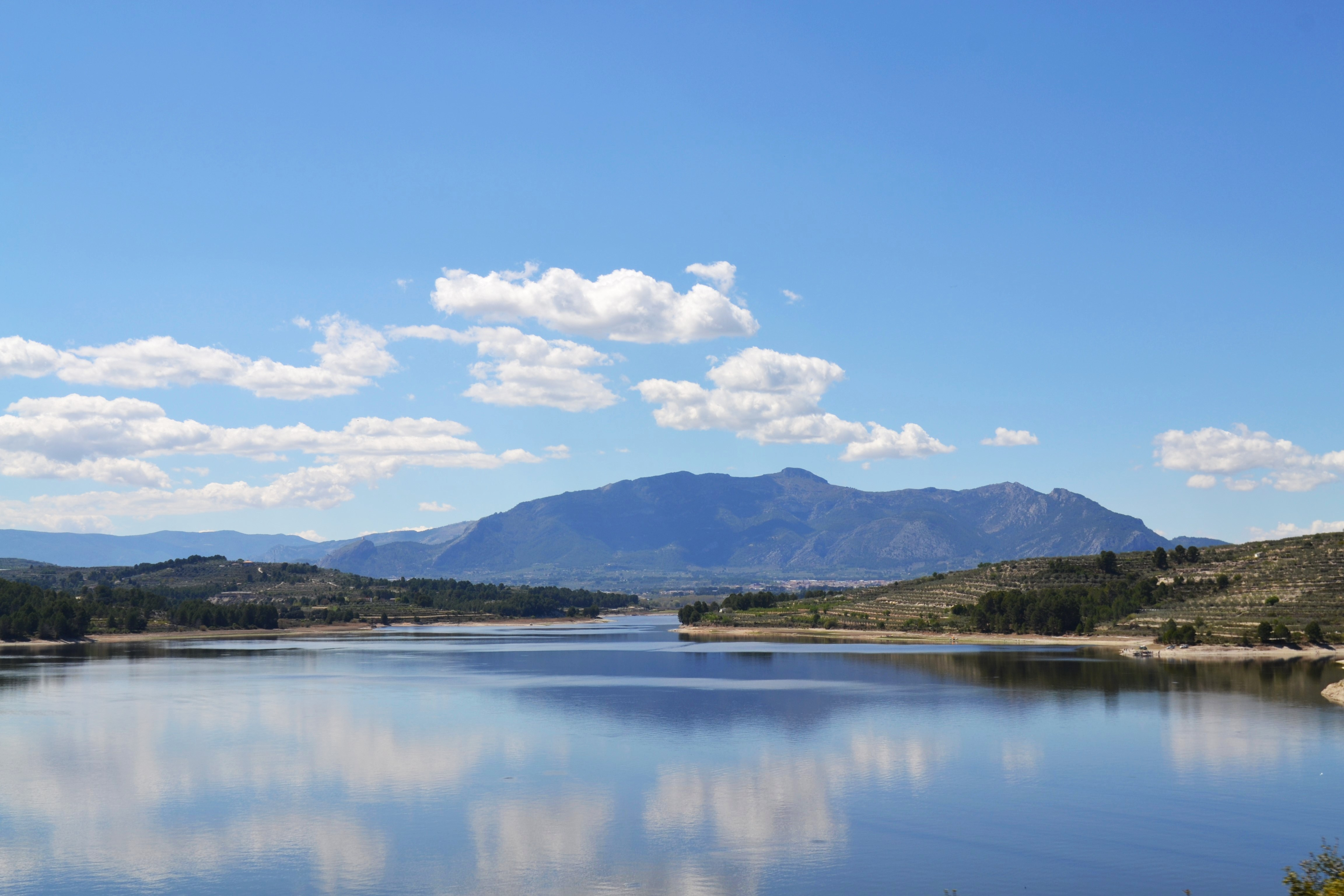
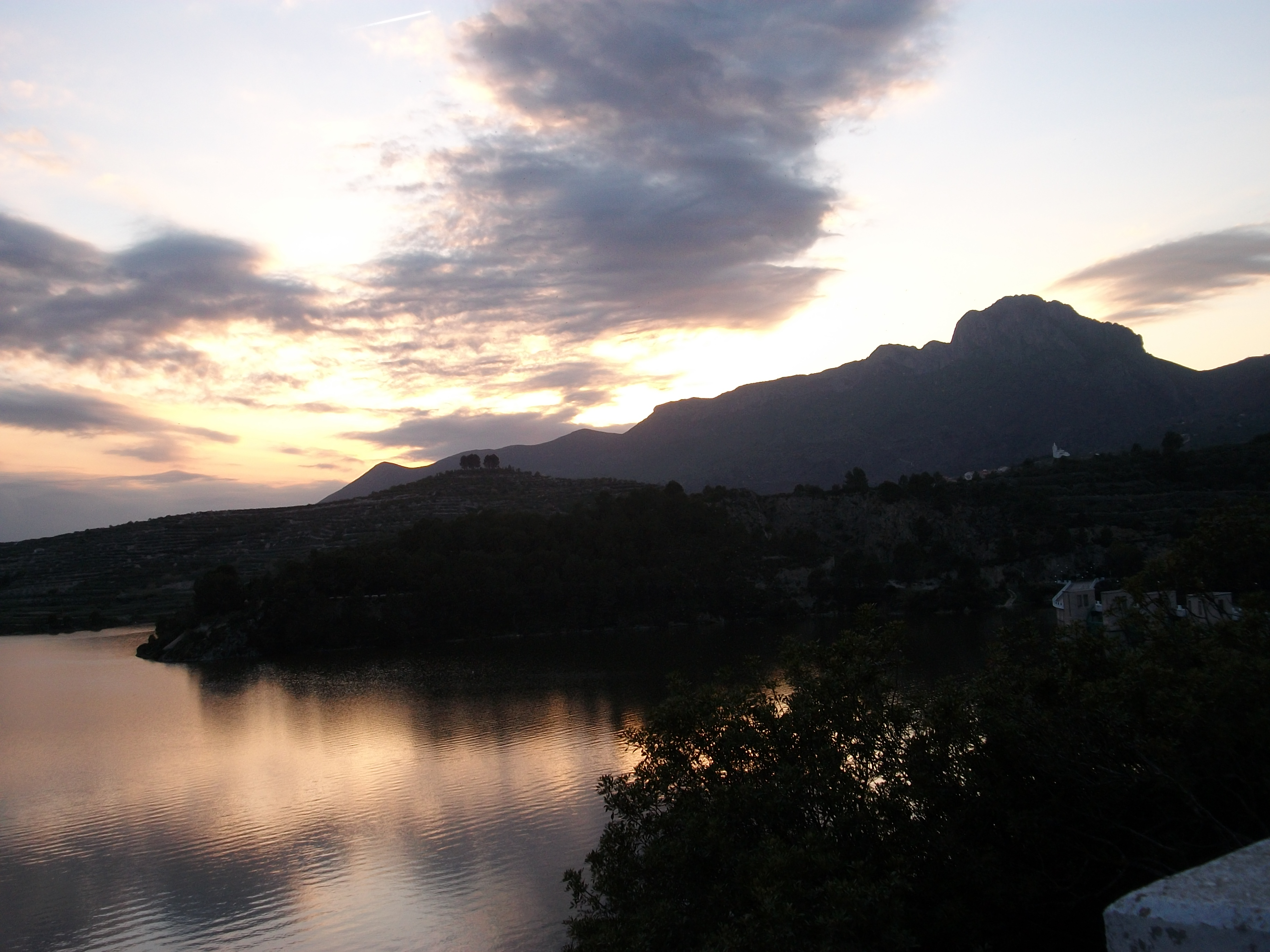
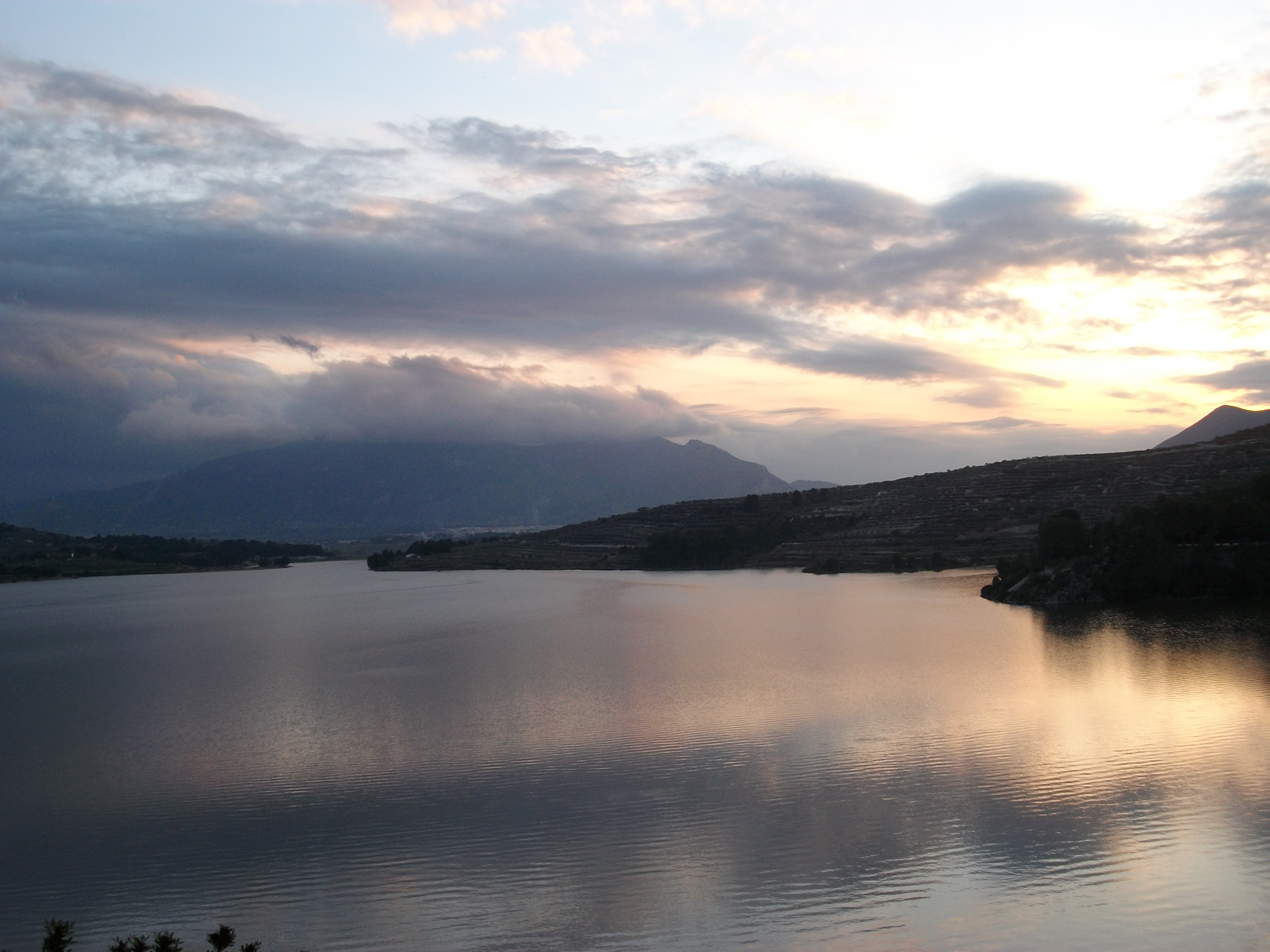